# Мийдодір
«Мийдоді́р» (рос. «Мойдодыр») — дитяча казка у віршах Корнія Чуковського, названа за іменем одного з її героїв. Мийдодір — це живий умивальник, який вчить хлопчика-бруднулю дотримуватися чистоти.
Казка написана, за словами самого Чуковського, в 1921 році (див. «Тарганище»), вперше опублікована видавництвом «Радуга» в 1923 році з ілюстраціями Юрія Аннєнкова.

## Сюжет
Розповідь ведеться від імені хлопчика, від якого раптово починають тікати його речі. З'являється умивальник-мовець Мийдодір (ім'я розділяється на слова «Мий до дір»), який повідомляє хлопчикові, що речі втекли від нього, бо той бруднуля. За наказом Мийдодіра щітки і мило накидаються на хлопчика і починають мити його силоміць. Хлопчик виривається і вибігає на вулицю, однак за ним у погоню відправляється мочалка. Крокодил, що гуляв вулицею, проковтує мочалку, після чого погрожує хлопчикові, що проковтне і його, якщо той не вмиється. Хлопчик біжить вмиватися, після чого речі повертаються до нього. Закінчується вірш прославленням чистоти.

## Чуковський про Мийдодіра
Корній Чуковський у листі А. Б. Халатову писав: «Чи цураюся я тенденції в своїх дитячих книжках. Анітрохи! Наприклад тенденція „Мийдодіра“ — пристрасний заклик малюкам до чистоти, до вмивання. Думаю, що в країні, де ще так недавно про всякого, що чистить зуби, говорили, „ги, ги, видно, що жид!“ ця тенденція варта всіх інших. Я знаю сотні випадків, де „Мийдодір“ зіграв роль наркомздоров'я для маленьких».

## Переклади українською
Українською казку переклав у 1934 році Максим Рильський. Перше видання вийшло з ілюстраціями Юрія Аннекова.

## Пародії
Існує пародійний переклад казки українською під назвою «Шкіромий» (1993), авторство якого приписується Олександру Тарасенку (псевдонім Бабайчик). Дія пародії, судячи з тексту, відбувається в Києві. Вона замінює багато деталей на суто українські та обігрує стереотипи про українців, такі, як любов до сала. Замість крокодила хлопчика там лякає «кацап».
«Шкіромий» використовується російськими українофобами як приклад «убозтва української мови». Насправді не існує свідчень, що «Шкіромий» коли-небудь виходив друком, а особа Олександра Тарасенка сумнівна. Пародія розглядалася в одній з найбільших гезет так званої ДНР «Новороссия» ніби реальний твір, яким виховується ненависть до росіян і «спотворюється» оригінальна російська мова казки.

## Екранізації
- «Мийдодір» (рос. «Мойдодыр», 1927) — чорно-білий мультфільм, режисер Марія Бендерська.
- «Мийдодір» (рос. «Мойдодыр», 1939) — чорно-білий мультфільм, режисер Іван Іванов-Вано.
- «Мийдодір» (рос. «Мойдодыр», 1954) — кольоровий мультфільм, режисер Іван Іванов-Вано.

## Пам'ятники Мийдодіру
Пам'ятники Мийдодіру стоять у московському парку Сокольники (пам'ятник встановлений у 2012 році) та в Ново-Савиновському районі Казані (2013). У Великому Новгороді біля місцевої лазні стоїть «родина Мийдодірів».

## У назвах
- У Росії образ Мийдодіра використовується в рекламі сантехніки, меблів для ванної, миючих засобів. Наприклад, в одній рекламі Мийдодір розповідає про пральний порошок, а в кінці говорить, що свіжість білизни — саме його заслуга.
- Один з другорядних персонажів радянського фільму «Свавілля» (Бєспрєдєл) носить прізвисько Мийдодір.

## Галерея

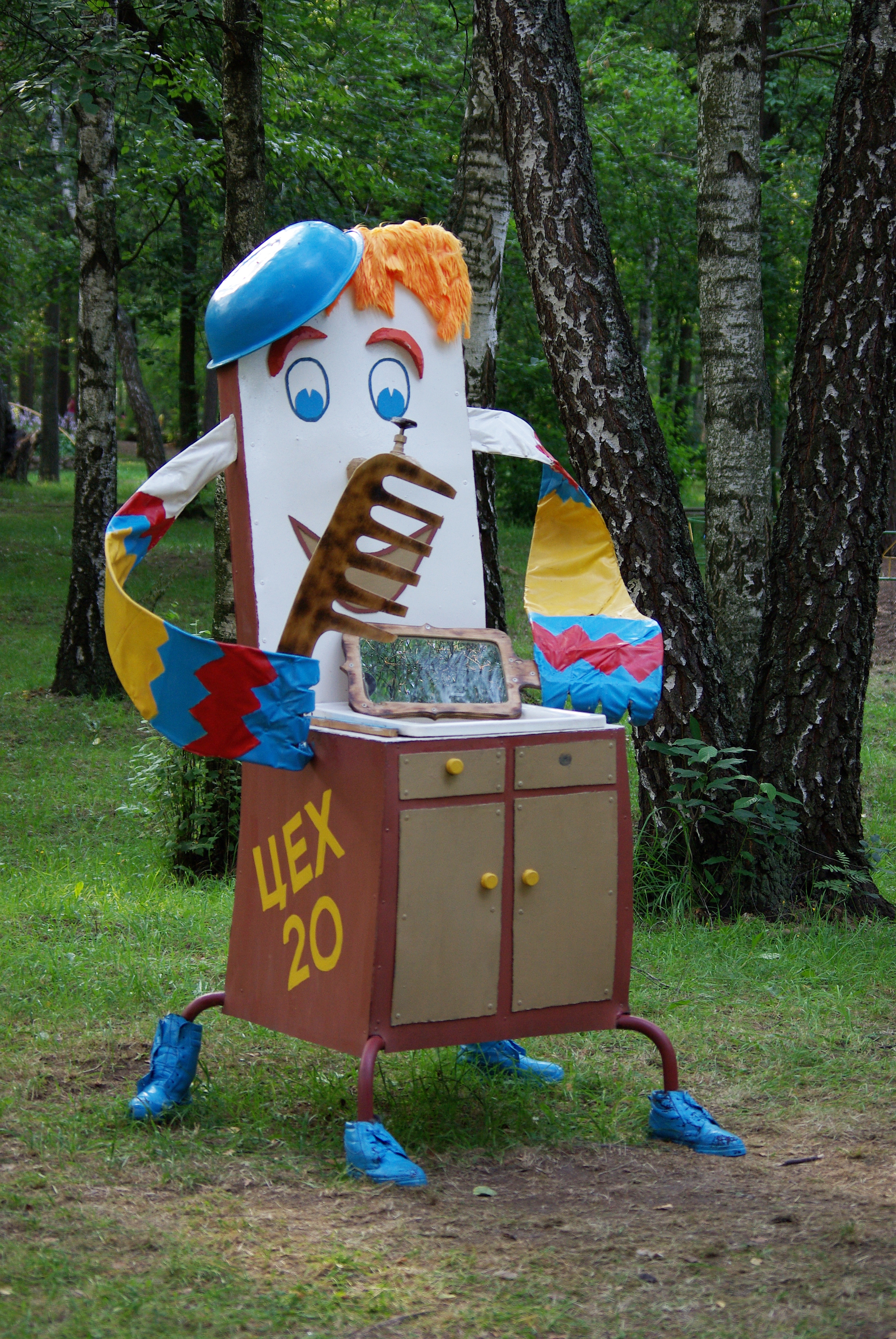
Мийдодір, встановлений в дитячому парку м. Новополоцька (Білорусь).
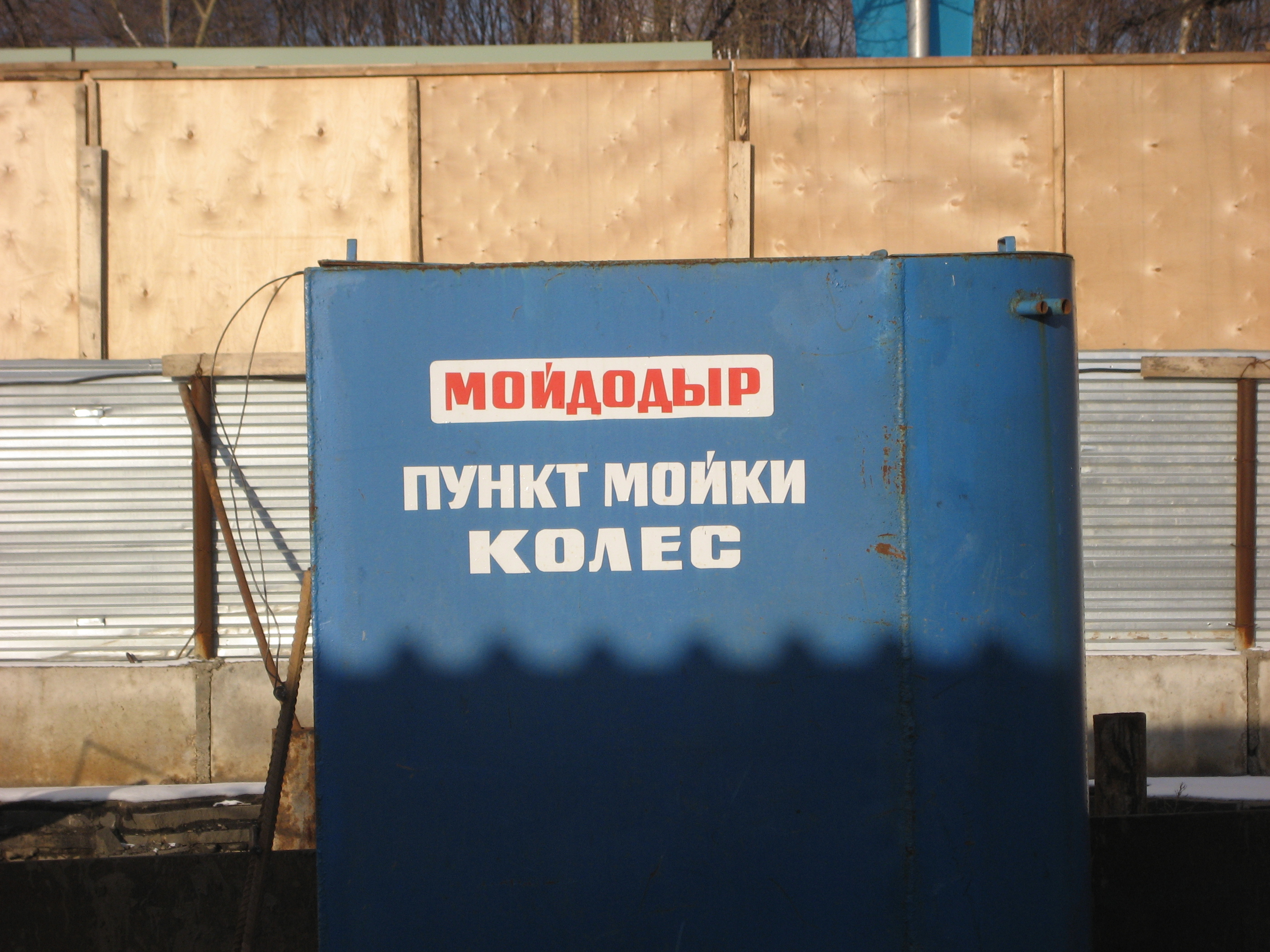
«Мийдодір» — пункт мийки коліс у Москві (Росія)
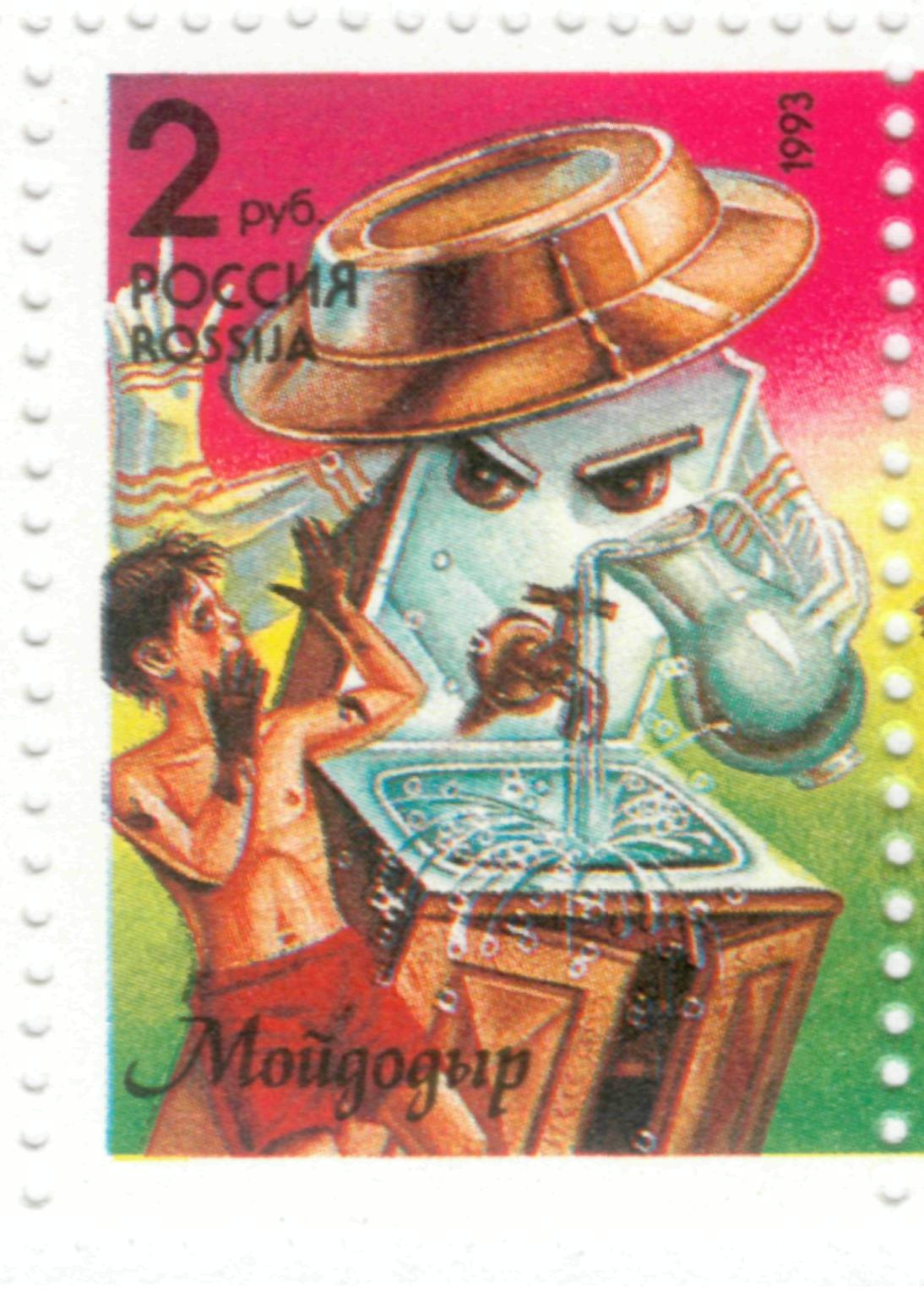
Мийдодір на російській поштовій марці, 1993

## Мультфільми
- «Мойдодыр», 1954. Союзмультфільм, режисер Іван Іванов-Вано. на YouTube (рос.)